# Arthroscopie
L'arthroscopie est une technique chirurgicale inventée au Japon et ramenée en Europe par le Dr Henri Dorfmann. Elle permet de voir l'articulation, d'effectuer des prélèvements ou de réaliser de petits gestes chirurgicaux. Elle se pratique souvent sous anesthésie locorégionale ou générale, car pour réaliser une arthroscopie, il faut faire deux ou trois petites incisions. L'une sert à introduire l'arthroscope et l'autre un outil pour gratter, aspirer ou éclairer l'articulation.
L'arthroscopie consiste à introduire dans une articulation un petit tube rigide, l'arthroscope (optique rigide), relié à une caméra et une source de lumière pour permettre au chirurgien de visualiser la région intra-articulaire sur un écran de contrôle. Juste à côté, il pratique d'autres incisions pour faire pénétrer les mini-instruments qu'il va utiliser : pinces, ciseaux, fraise miniature… Parmi les opérations courantes, il peut recoudre le ménisque ou l'enlever, renforcer des ligaments lésés, remodeler le cartilage endommagé, éliminer un corps étranger.
L'intervention est légère et le patient récupère rapidement après vingt-quatre heures d'immobilisation.

## Types d'arthroscopie

### Arthroscopie opératoire
L'arthroscopie permet d'effectuer de petites interventions chirurgicales intra-articulaires sans qu'il soit nécessaire d'ouvrir l'articulation à soigner.
Elle est utilisée pour différents types d'atteintes des articulations :
- Le cartilage : suppression des irrégularités, des fissures
- La synoviale : ablation partielle ou totale
- Les fragments libres : extraction des corps étrangers présents dans l'articulation
- Les ligaments : réparation de ligaments (notamment les croisés du genou)
- Les ménisques : ablation des zones lésées
- Les tendons : réinsertion des tendons de la coiffe des rotateurs au niveau de l'épaule
- La capsule articulaire : remise en tension de la capsule articulaire de l'épaule dans les instabilités de l'épaule lié à des luxations récidivantes

### Arthroscopie diagnostique
L'arthroscopie permet de rechercher la cause d'un trouble dans le fonctionnement d'une articulation. Toutefois, dans la majorité des cas, l'examen clinique et les examens complémentaires modernes (radiographies, scanner, IRM…) permettent de faire le diagnostic, et le recours à l'arthroscopie diagnostique n'est indiqué que si leurs renseignements sont insuffisants.
L'arthroscopie permet d'observer :
- La cavité articulaire
- Les cartilages
- Les ligaments
- Les insertions tendineuses

## Différents types d'articulation explorés

### Le genou

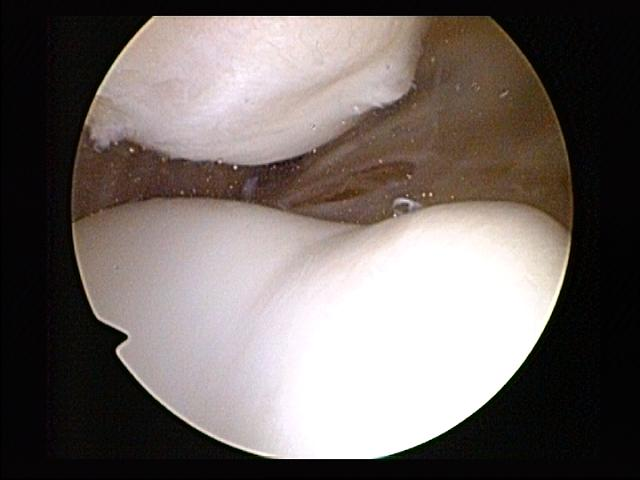
Articulation fémoro-patellaire vue à l'arthroscope.

Il est évident que le rôle de l'articulation du genou est très important dans la vie quotidienne dans la mesure où elle est impliquée dans la marche. Elle est aussi particulièrement importante dans la pratique sportive.
Les causes entraînant un examen du genou par arthroscopie sont multiples :
- Les douleurs dues au vieillissement
- Les traumatismes (accident de sport ou de la vie quotidienne)
- Les chutes
- La sur-utilisation de l'articulation (souvent due au travail : par exemple les carreleurs)

### L'épaule
L'articulation de l'épaule est une des articulations les plus utilisées du corps humain puisqu'elle est impliquée dans la plus grande partie des mouvements sollicitant une mobilisation des membres supérieurs.
Les causes des douleurs de l'épaule sont nombreuses mais les plus courantes sont :
- L'arthrose (vieillissement de l'articulation)
- Les accidents (luxations)
- Les tendinopathies
- Les ruptures de la coiffe des rotateurs

L'arthroscopie de l'épaule et le développement des prothèses d'épaule ont permis de révolutionner la prise en charge de ces lésions.
L'arthroscopie d'épaule permet par des incisions de 1 à 2 cm de réparer les ruptures de la coiffe des rotateurs grâce à des systèmes d'ancrage intra-osseux. La récupération en est ainsi plus rapide et les séquelles esthétiques moindres.
Les prothèses d'épaule ont connu un essor formidable depuis maintenant 30 ans et s'adaptent au type d'arthrose. Leur durée de vie ne fait que progresser pour atteindre entre 10 et 15 ans.

### La hanche
La hanche est aussi fortement impliquée dans les mouvements de la marche, la course etc. Elle peut être endommagée par :
- L'arthrose ;
- Les fractures ;
- Les luxations.

### Lecanal carpien
Le canal carpien est une gouttière osseuse située au niveau du poignet. Le syndrome du canal carpien (SCC) est dû à la compression du nerf médian au poignet lors de son passage dans le canal carpien. L'intervention par arthroscopie consiste à inciser le ligament qui ferme le canal carpien

### Le coude
Le coude est fortement impliqué dans les mouvements quotidiens puisqu'il permet de positionner correctement la main dans l'optique d'attraper, de manipuler ou d'utiliser un objet.
Les différentes pathologies du coude examinées ou réparées par arthroscopie sont :
- L'arthrose
- La présence de corps étrangers dans l'articulation
- Les fractures

## Le poignet
Le poignet est une articulation complexe composée de nombreux os recouvert de cartilage reliés entre eux par une série de ligament appelés ligament intrinsèque du poignet. L'arthroscopie du poignet est une technique mini-invasive permettant par des incisions de 1à 2 mm, des pathologies du poignet telle que les kystes du poignet, les inflammations chroniques, et les lésions ligamentaires.
Elle nécessite un matériel adapté à la petite taille de l'articulation et une technique précise. Elle se pratique dans des centres spécialisés de chirurgie de la main et du membre supérieur.

## Liens
- Principes de l'arthroscopie du poignet
- Traitement des kystes du poignet par arthroscopie